# Max Pestalozzi

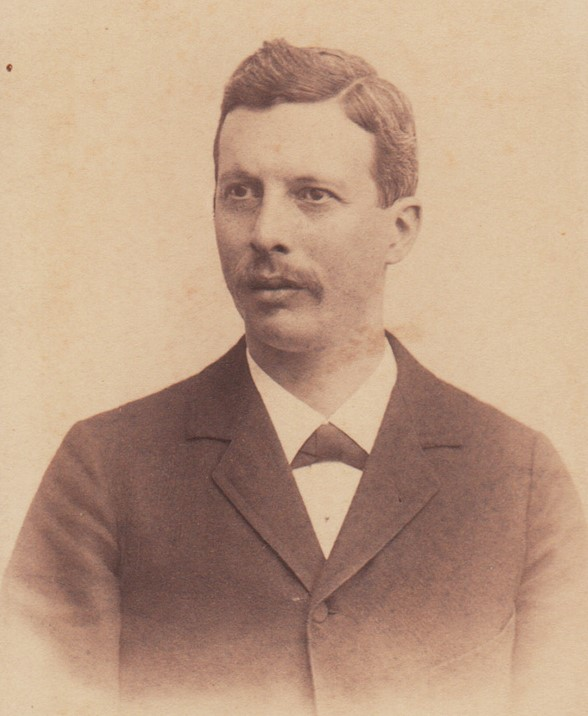
Max Pestalozzi (um 1895)

Max Pestalozzi (* 18. Februar 1857 in Zürich; † 8. Juni 1925 in Neuenburg; heimatberechtigt in Zürich) war ein Schweizer Eisenbahnfunktionär sowie dreifacher Schweizer Schachmeister.

## Leben

### Jugend und Studium
Max Pestalozzi wurde als Sohn des Adolf Salomon Pestalozzi, Bankier im Seidenhof in Zürich, und der Magdalena Bertha geborene Schulthess geboren. 1907 ehelichte er Anna Hedwig Gehrig geborene Schwarzenbach, Tochter des Berner Hochschulprofessors Johann Valentin Schwarzenbach. Pestalozzi studierte Mathematik und Naturwissenschaften am Polytechnikum Zürich und war danach in der Seidenindustrie in Frankreich, Österreich und Italien tätig. 

### Eisenbahnfunktionär
Von 1889 bis 1901 hatte er eine Beamtenstelle der Schweizerischen Nordostbahn in Zürich inne. Nach der Verstaatlichung der Eisenbahngesellschaften arbeitete er von 1901 bis 1908 als leitender Beamter im Personentarifbüro der Generaldirektion der Schweizerischen Bundesbahnen (SBB) und von 1908 bis 1921 als Direktor der Verwaltungsabteilung des Eidgenössischen Post- und Eisenbahndepartements in Bern. In diesen Funktionen nahm Pestalozzi wichtige Aufgaben bei der Weiterentwicklung des schweizerischen Eisenbahnwesens wahr, so 1912 als Mitglied der Delegation zur Überarbeitung des internationalen Abkommens über den Eisenbahnfrachtverkehr oder 1922 als Verfasser eines Gutachtens über die Rentabilität der Furka-Oberalp-Bahn.

### Schachspieler

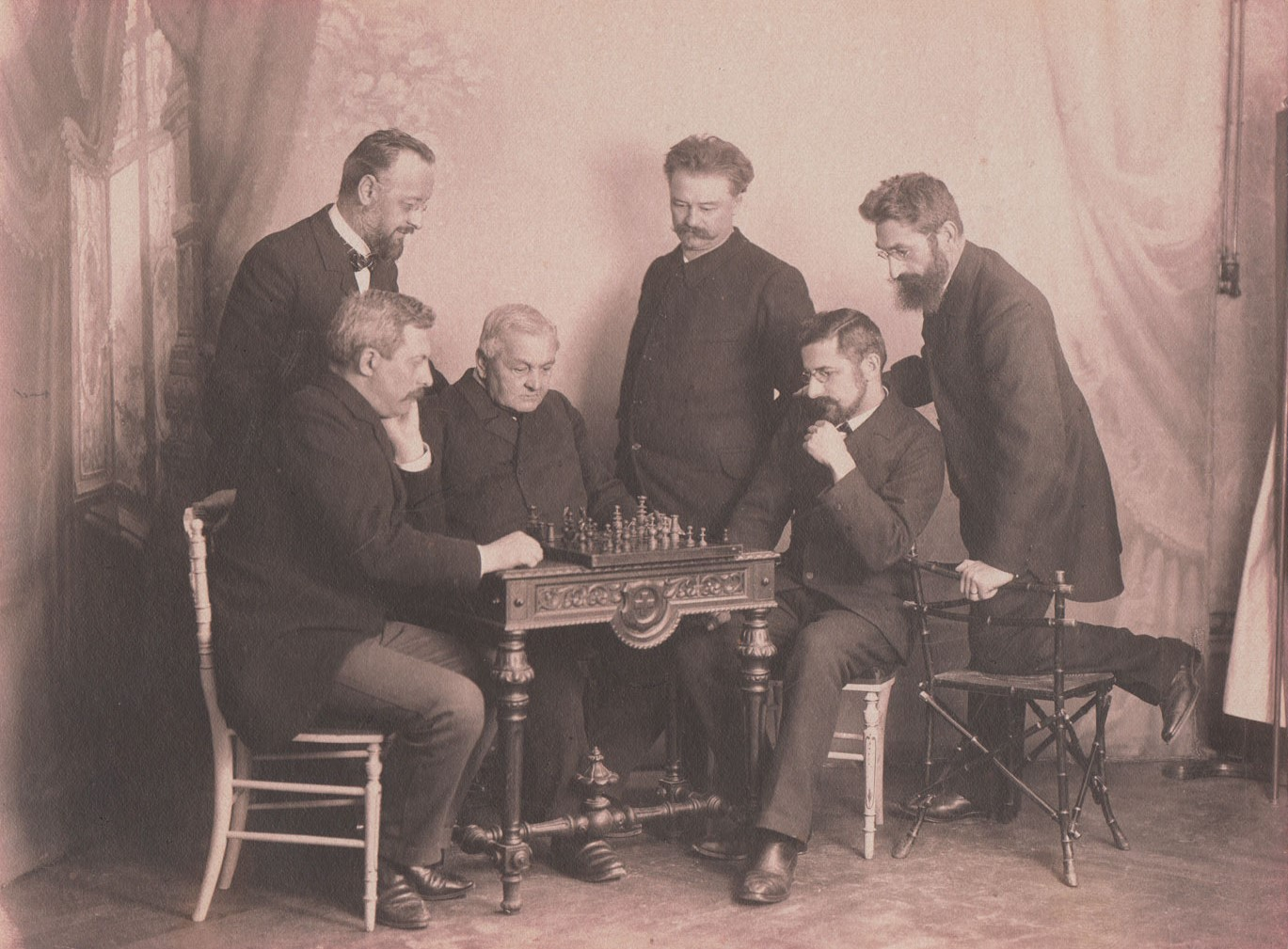
Vorstand der Schachgesellschaft Zürich, aufgenommen 1901 oder 1902. Die Vorstandsmitglieder posieren im Atelier um einen Tisch mit Schachbrett, Max Pestalozzi sitzt links.

In seiner Freizeit beschäftigte sich Pestalozzi intensiv mit der Theorie und der Praxis des Schachspiels. Bereits sein Grossvater und sein Vater hatten der 1809 gegründeten Schachgesellschaft Zürich angehört. Ab 1880 zählte er zu den stärksten Spielern der Schweiz. Zeitungen in Berlin und Mailand veröffentlichten von ihm stammende Schachprobleme und Partien. Er gewann 1884 das vermutlich erste internationale Turnier in der Schweiz, das unter Kurgästen in Davos organisiert wurde, sowie die 1889 erstmals ausgetragenen Schweizerischen Landesmeisterschaften in Zürich. Den Schweizer Meistertitel errang er noch zweimal, 1890 in Winterthur und 1901 in St. Gallen. Wichtig war in der damaligen Gründerzeit seine organisatorische Tätigkeit als Präsident der Schachgesellschaft Zürich (1887–1901) und des Schachclubs Bern (1904–1906) sowie als Zentralpräsident des 1889 instituierten Schweizer Schachverbands (1895–1906). Er gründete 1893 die Schachspalte der Neuen Zürcher Zeitung und 1900 die Schweizerische Schachzeitung mit. Gesundheits- und berufsbedingt zog sich Pestalozzi 1906 vom organisierten Schachspiel zurück, für dessen institutionelle Verankerung und Popularisierung in der Schweiz er Bedeutendes geleistet hatte.

## Werke
- Max Pestalozzi: Schweizerische Bundesbahnen. In: Naum Reichesberg (Hrsg.): Handwörterbuch der Schweizerischen Volkswirtschaft, Socialpolitik und Verwaltung. Band 3, 1911, S. 1652–1664.